# Édouard Siebecker
Charles-Léon-Édouard Siebecker, né à Saint-Pétersbourg le 26 avril 1829 et mort à Paris le 19 septembre 1901, est un journaliste et écrivain patriotique français de la seconde moitié du XIXe siècle.

## Biographie
Charles-Léon-Édouard Siebecker est issu d'un famille protestante originaire d'Alsace. Son père, François Siebecker, jeune officier de la Grande Armée, avait dû s'exiler en Russie après avoir pris part à la conspiration de Belfort en 1821. Devenu professeur à l'Académie impériale des beaux-arts, il avait alors épousé une fille d'expatrié français, Charlotte Delacroix-Lireau (ou Delacroix-Loreau), lectrice de la grande-duchesse Hélène. La famille rentre en Alsace après la Révolution française de 1830.
Étudiant à Paris (au Lycée Charlemagne) puis à Strasbourg, Édouard s'engage volontairement en 1849, servant comme fusilier dans le 3e régiment d'infanterie de ligne. Il quitte cependant l'armée à la suite du coup d’État du 2 décembre 1851 et devient le secrétaire d'Alexandre Dumas puis d'Augustin Thierry, rédigeant pour le premier quelques articles dans Le Mousquetaire.

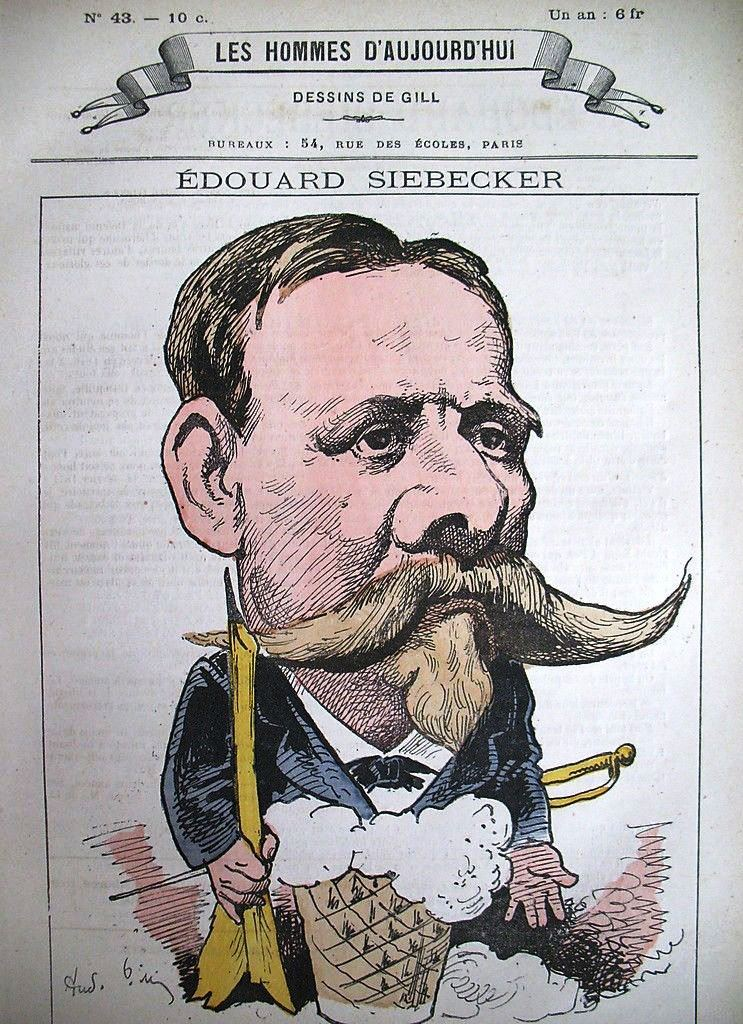
Caricature de Siebecker par André Gill dans Les Hommes d'aujourd'hui.

Employé à l'administration de la Compagnie des chemins de fer de l'Est, il fait véritablement ses débuts de journaliste en 1861 au Figaro, auquel il fournit l'année suivante une série d'articles humoristiques sur les chemins de fer signée du pseudonyme de François Morin. Dès lors, il rédige des articles, des chroniques et des contes pour divers journaux. Au cours de sa carrière, pendant laquelle il utilise quelquefois les pseudonymes de Sir Edward et Jean des Gaules, il collabore notamment à L'Esprit nouveau de Gasperini (1867), à La Vie parisienne, à La Liberté de Girardin, au Courrier français de Vermorel (qu'il quitte le 15 mars 1868), au Réveil, à La Cloche, au Charivari, au Corsaire de 1868, au Nain jaune, au XIXe siècle, à La Petite République, au Petit Parisien, au National (qu'il quitte en 1889) et, à partir de 1880, au Petit National d'Hector Pessard, dont il est le rédacteur en chef.
Ami d'Ulric de Fonvielle et de Victor Noir, il est, après l'assassinat de ce dernier par Pierre Bonaparte, l'un des témoins cités au procès.
Pendant la Guerre franco-allemande de 1870, Siebecker est capitaine à l’état major général de la Garde nationale. Après la Révolution du 4 septembre, il est nommé secrétaire du cabinet du maire de Paris mais démissionne bientôt de ce poste afin de reprendre du service dans l'artillerie de la Seine en tant que capitaine adjudant-major des batteries de guerre. Lors du soulèvement du 22 janvier 1871, il contribue à empêcher les insurgés de s'emparer des soixante canons du parc d'artillerie de la Garde nationale sur le terre-plein de Notre-Dame.
Après la guerre, il est l'auteur de nombreux récits patriotiques, souvent destinés aux écoliers, dans lesquels il déplore la perte de l'Alsace-Lorraine, devenant ainsi l'un des principaux auteurs du mouvement revanchiste. En 1873, il fait ainsi publier, sous le titre L'Alsace, récits historiques d'un patriote, un livre d'histoire dans lequel il compte démontrer l'origine gauloise et le patriotisme français de cette province perdue. Médaillé d'argent de la Société nationale d'encouragement au bien pour ses récits édifiants, il est nommé chevalier de la Légion d'honneur le 4 février 1880. Cette décoration lui est remise le 29 avril suivant par Anatole de La Forge. Vice-président de la caisse des écoles du 18e arrondissement, il crée en 1881 un « prix du 14 juillet » pour encourager les écoliers dans le combat républicain contre la « bastille de l'ignorance ». Franc-maçon, il est orateur de la loge Alsace-Lorraine en 1878.

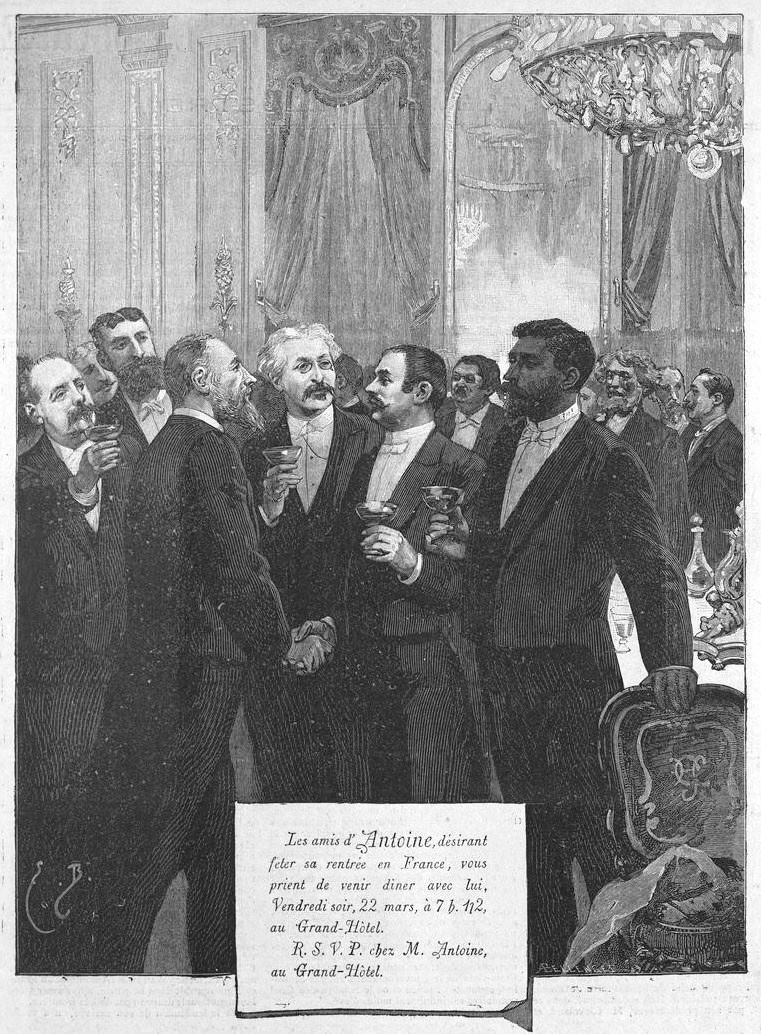
Siebecker parmi les convives d'un dîner en l'honneur d'Antoine, ancien député protestataire de Metz, le 24 mars 1889 au Grand-Hôtel.

Aux élections législatives du 21 août 1881, Siebecker se présente contre le radical Alfred Talandier, député sortant de la 2e circonscription de Sceaux, en tant que candidat « républicain gouvernemental » de la « Gauche ». Concurrencé par Steenackers, qui se présente avec une étiquette voisine sous la bannière de l'Union républicaine, il n'arrive qu'en troisième position au premier tour, tandis que Talandier est réélu.
Membre du comité directeur de l'Association générale d'Alsace-Lorraine et de celui de la Ligue des patriotes (LDP), il collabore à l'organe de cette dernière, Le Drapeau. Il prend cependant ses distances avec la LDP dès décembre 1887, quand Paul Déroulède commence à la mettre au service du mouvement boulangiste. En avril-mai 1888, après avoir finalement démissionné de la LDP avec 18 autres des 30 membres du comité directeur, il fonde avec eux une nouvelle ligue nationaliste et revanchiste, l'Union patriotique de France. Résolument anti-boulangiste, Siebecker préside un comité électoral de l'Association nationale républicaine en vue des législatives de 1889. En 1894, il devient le secrétaire général de l'Association des gambettistes, fondée pour entretenir le souvenir de Léon Gambetta, notamment à l'occasion de « pèlerinages » républicains aux Jardies.
En 1892, alors qu'il est à la fois sous-chef de bureau au service commercial de la Compagnie de l'Est et rédacteur en chef du Petit National, Siebecker lance un hebdomadaire destiné au personnel des voies ferrées, Le Chemin de fer.
Marié à Émilie-Claudine Légé (v.1839-1917), il est le père de deux filles, Jeanne et Charlotte-Émilie-Léonie. La seconde épouse en 1884 l'ingénieur des Ponts et Chaussées Henri-Marie-Philippe Maréchal (1859-1933).
Édouard Siebecker meurt le 19 septembre 1901 en son domicile du no 32 de l'avenue Carnot. Le surlendemain, après des obsèques célébrées au temple protestant de l'Étoile, il est inhumé au cimetière de Montmartre (division 21) dans une sépulture commune de sa famille,.

## Œuvres
- Physiologie des chemins de fer, Paris, Hetzel, 1867.
- Cocottes et petits crevés (dessins par Alfred Grévin), Paris, Armand Le Chevalier, 1867.
- Pamphlets d'un franc-parleur, Paris, Armand Le Chevalier, 1868.
- Les Enfants malheureux (dessin par Gérard Seguin), Paris, P. Dupont, 1869.
- À travers la vie, histoires du dimanche, Paris, 1872.
- L'Alsace, récits historiques d'un patriote (illustrations par Frédéric Lix), Paris, F. Polo, 1873.
- Mœurs du jour (illustrations par A. Fleury), Paris, A. Lacroix, 1874.
- Les Fédérés blancs, épisode de la défense de l'Alsace en 1814 et 1815, Paris, Librairie illustrée, 1875.
- La Grande brulée, feuilleton paru dans Le Petit Parisien à partir du 21 avril 1877.
- Les Grands jours de l'Alsace : entretiens d'un père alsacien, Paris, Cinqualbre, 1879.
- Le Baiser d'Odile, Maurice Dreyfous, 1880.
- Poésies d'un vaincu : Noëls alsaciens-lorrains - Poèmes de fer, Paris/Nancy, Berger-Levrault, 1882.
- Récits héroïques, Paris, Marpon et Flammarion, 1887.

## Sources bibliographiques
- Jules Lermina (dir.), Dictionnaire universel illustré, biographique et bibliographique, de la France contemporaine, Paris, Boulanger, 1885, p. 1299-1300.
- Gustave Vapereau, Dictionnaire universel, Paris, Hachette, 1893, p. 1438.